# Little Ragged Island
Little Ragged Island est une petite île de 2,95 km2 situé aux Bahamas. Elle fait partie des cayes de Ragged Island.
Cette île privée sera vendue aux enchères le 26 mars 2021.